# デルスィム

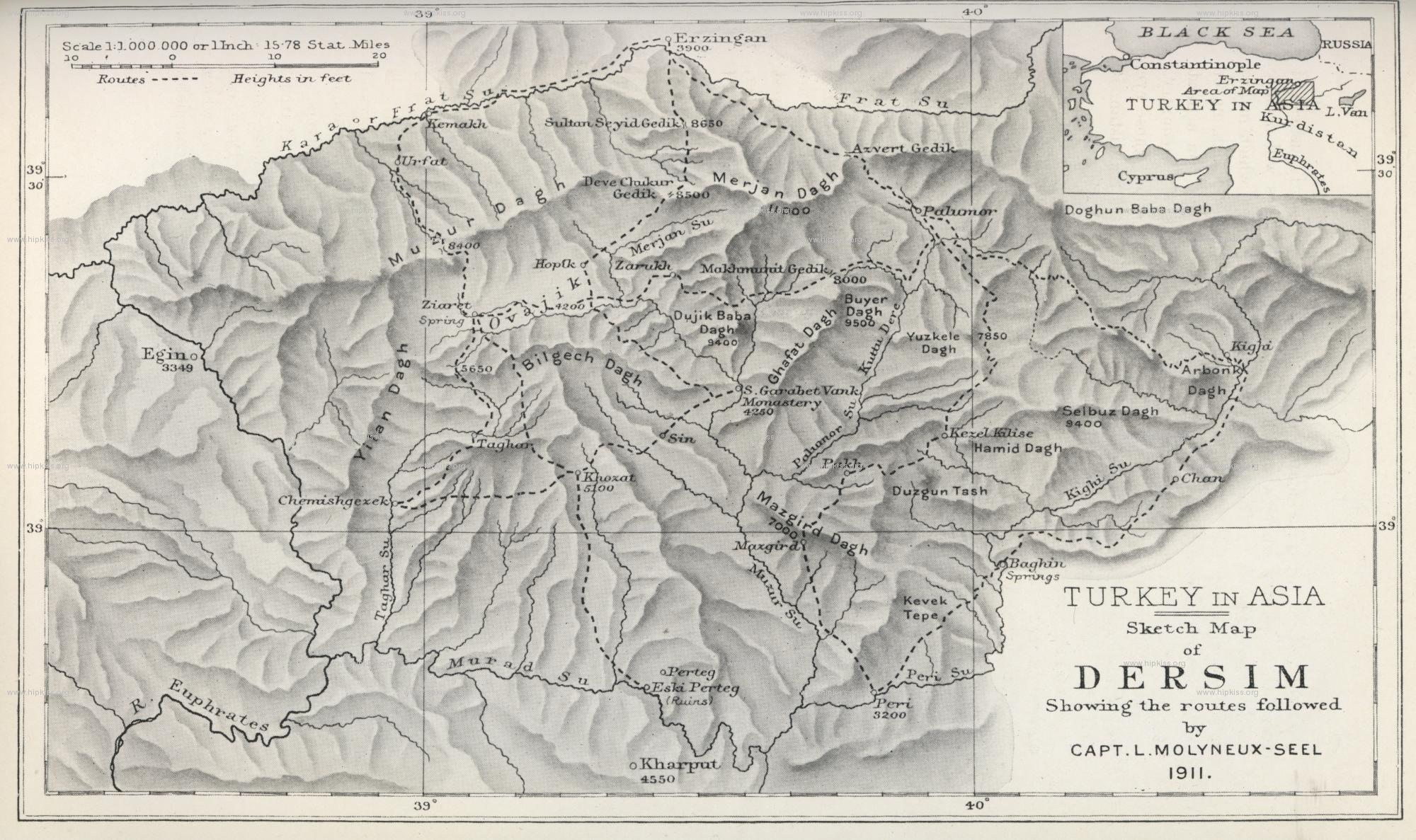
デルスィム、英国ワン副領事Ｌ・モリニュー＝スィール大尉が1911年に踏破した道を示した地図

デルスィム（トルコ語: Dersim, オスマン語: درسم, ディムリ語: Dêsım / Dêsim 1847年以前は دسم, クルド語: Dêrsım / Dêrsim）は、トルコの東アナトリア地方に含まれる地域の地名。現在の行政区画としてはおおよそトゥンジェリ県に当たる。歴史的に人口の大半をアレヴィー派信徒のザザ人が占め、1937年にトルコ共和国初期の少数民族迫害事件として知られるデルスィム反乱の舞台となった。

## 語源
通説では、デルスィムの名がペルシャ語起源で、門 (dar) と銀 (sim)の語から成っているとされる。 また、デル・スィモンという名のアルメニア人指導者と関係があるとする説も存在する。

## 境界
地理的には、東でペリ川、北でムンズル山脈、西でユーフラテス川、南でムラト川によって囲まれており、その境界地域は、行政単位でいうと、北でエルズィンジャン県のエルズィンジャン中央郡とケマフ郡、北東で同県のテルジャン郡、部分的にエラズー県のパル郡とビンギョル県のキーゥ、西でエルズィンジャン県のケマリイェ郡、マラティヤ県のアラプギル郡、南でエラズー県のケバン郡に相当する。面積は約10,000平方キロメートル (トゥンジェリ県の面積は7,774平方キロメートル)であり デルスィムの歴史的な境界がかつて東でムシュ県のヴァルト郡、北でスィワス県のイムランル郡及びザラ郡、西でマラティヤまで拡がる領域を包含していたという説も存在する。

### 東部デルスィムと西部デルスィム
歴史家たちはデルスィムを
- 東部デルスィム: マズギルト（ドイツ語版）、キーゥ（ドイツ語版）、チャルサンジャク（英語版）、ナズミイェ（ドイツ語版）、ピュリュミュル（ドイツ語版）と
- 西部デルスィム: ホザト（ドイツ語版）、チェミシゲゼック（ドイツ語版）、オヴァジュク（ドイツ語版）、ケマフ（ドイツ語版）

とに分けて扱う。

## デルスィムを扱った作品
- ムラトハン・ムンガン（英語版）編『あるデルスィムの物語 クルド文学短編集』磯部加代子訳, さわらび舎, 2017年